# Ecir Editorial
Ecir Editorial és una editorial valenciana fundada l'any 1942 per un grup de professors motivats per Emilio López Mezquida. Es dedica a la publicació de materials per al món educatiu, adaptats a la situació de cada moment i d'acord amb el currículum dels diferents països, amb els seus propis continguts i en la seua llengua.
Amb més de 1.000 títols en catàleg, recentment han incorporat una línia de literatura infantil. Publiquen en valencià, castellà i gallec.